# Harpalus pensylvanicus
Harpalus pensylvanicus är en skalbaggsart som beskrevs av De Geer. Harpalus pensylvanicus ingår i släktet Harpalus och familjen jordlöpare. Inga underarter finns listade i Catalogue of Life.